# Hertay Mária
Hertay Mária Anna (Sopron, 1932. október 5. – Budapest, 2018. május 5.) Munkácsy Mihály-díjas (2011) magyar grafikusművész.

## Életpályája
Szülei: dr. vitéz Hertay Zoltán (1893–1974) és Megyesi-Schwartz Ilona voltak. Középiskolai tanulmányait szülővárosában végezte el, ahol Ágoston Ernő és Soproni Horváth József oktatták. 1955–1959 között a Képzőművészeti Főiskola festő szakán tanult. 1959–1963 között ugyanitt elvégezte a grafikus szakot is. Tanárai voltak: Ék Sándor, Fónyi Géza, Pap Gyula és Kmetty János.
Litográfiákat, majd rézkarcokat, az utóbbi években tűzzománcot készít, nagyrészt bibliai témákban (Keresztút-sorozat a Pázmány Péter Tudományegyetem kápolnájában, a pápai nunciatúrán, a szegedi Püspökvárban, a mosoni plébániatemplomban, a büki templomban), továbbá templomi falképeket Várgesztesen, Hárskúton és Nyírlugoson.

## Egyéni kiállításai
- 1968, 1992, 1996, 2002 Budapest
- 1990, 1998, 2007 Sopron
- 1991 Simontornya
- 1992, 2002 Győr
- 1993, 1999, 2002, 2007 Esztergom
- 1994 Szeged
- 2000 Keszthely
- 2002 Csorna, Nürnberg
- 2004 Tihany, Veszprém

## Állandó kiállítása

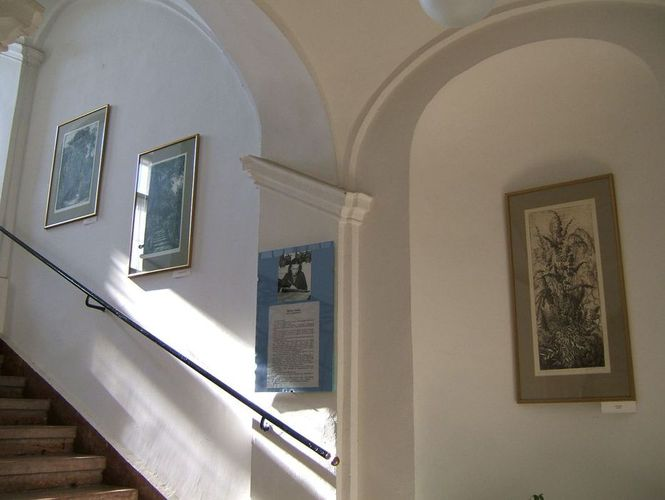
Hertay Mária állandó kiállításának részlete a Csornai Múzeumban

2005-ben nyílt meg állandó kiállítása a Csornai Múzeumban. A Csornai Premontrei Prépostság műemlék épületében lévő múzeumban a művésznő grafikáiból és tűzzománcaiból látható válogatás igazán méltó környezetben mutatja be Hertay Mária különböző technikával készített, aprólékos, finom kidolgozású természetábrázolásait, és bibliai témájú műveit.

## Művei
- Rügyfakadás (1986)
- Hercegfai-ház kert-kapuja (2001)

## Díjai, kitüntetései
- Miskolci Grafikai Biennále díja (1971)
- HFA-díj (1988)
- Nemzetközi Zománc Alkotótábor díja (1989)
- Művészeti Alap Díj (1989)
- Képzőművészeti Alap Díj (2001)
- Magyar Arany Érdemkereszt (2002)[5]
- Szent Adalbert-nagyérem (2005)
- Munkácsy Mihály-díj (2011)